# Uno-X Mobility (femení)
L'Uno-X Mobility és un equip de ciclisme femení noruec de la màxima divisió (UCI Women's WorldTeam) fundat el 2021 amb la idea de començar a competir el 2022. És la secció femenina de l'equip homònim masculí.

## Història de l'equip

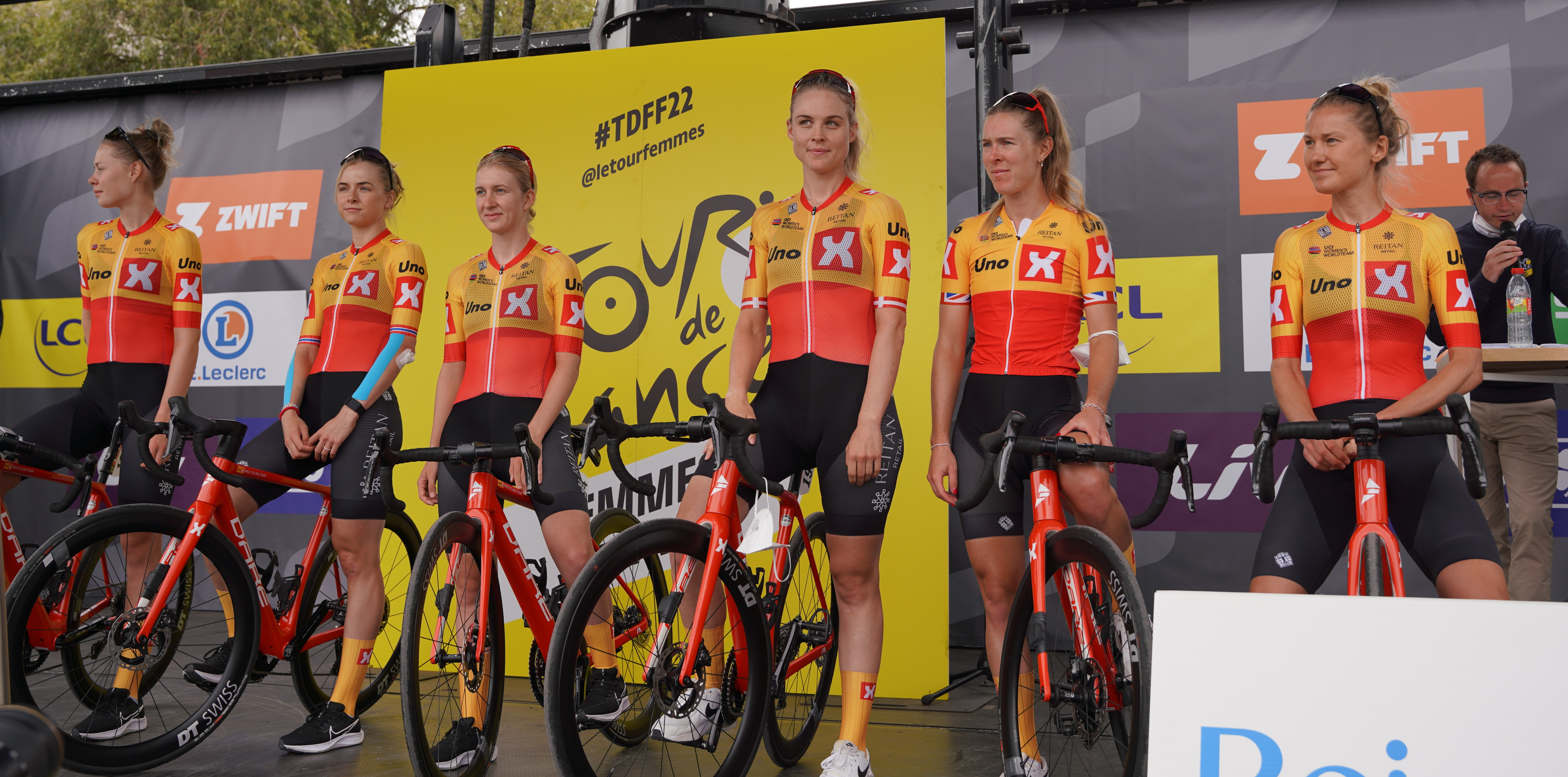
El 2022 al Tour de França

## Classificacions UCI
Aquesta taula mostra la plaça de l'equip a la classificació de la Unió Ciclista Internacional a final de temporada i també la millor ciclista en la classificació individual de cada temporada.
| Rànquing UCI | Rànquing UCI     | Rànquing UCI                | Rànquing UCI |
| Any          | Rànquing d'equip | Millor ciclista al rànquing |              |
| ------------ | ---------------- | --------------------------- | ------------ |
| 2022         | 24è              | Susanne Andersen (79è)      |              |
| 2023         | 13è              | Anniina Ahtosalo (58è)      |              |
| 2024         | 16è              | Anniina Ahtosalo (41è)      |              |
|              |                  |                             |              |
| Font: UCI    |                  |                             |              |

La taula següent mostra el rànquing de l'equip a la UCI World Tour femení, així com la seva millor ciclista en el rànquing individual.
| UCI World Tour | UCI World Tour   | UCI World Tour                  | UCI World Tour |
| Any            | Rànquing d'equip | Millor ciclista al rànquing     |                |
| -------------- | ---------------- | ------------------------------- | -------------- |
| 2022           | 20è              | Susanne Andersen (75è)          |                |
| 2023           | 13è              | Susanne Andersen (59è)          |                |
| 2024           | 16è              | Maria Giulia Confalonieri (41è) |                |
|                |                  |                                 |                |
| Font: UCI      |                  |                                 |                |

## Composició de l'equip
| \| Llista de l'equip 2025 \| Llista de l'equip 2025 \| Llista de l'equip 2025 \| Llista de l'equip 2025 \| \| Ciclista \| Data de naixement \| Equip previ \| \| \| ------------------------- \| ---------------------- \| ------------------------------------------------ \| ---------------------- \| \| Katrine Aalerud \| 4 de desembre de 1994 \| Movistar Team (2023) \| \| \| Kamilla Aasebø \| 11 de juliol de 2006 \| Team Rytger Carl Ras (2024) \| \| \| Anniina Ahtosalo \| 27 de agost de 2003 \| Team Rytger powered by Cykeltøj-Online.dk (2021) \| \| \| Susanne Andersen \| 23 de juliol de 1998 \| Team DSM (2021) \| \| \| Solbjørk Anderson \| 15 de agost de 2004 \| Grand Est-Komugi-La Fabrique (2023) \| \| \| Elinor Barker \| 7 de setembre de 1994 \| Drops-Le Col (2021) \| \| \| Teuntje Beekhuis \| 18 de agost de 1995 \| Team Jumbo-Visma (2023) \| \| \| Marte Berg Edseth \| 6 de octubre de 1998 \| Ringerike Sykkelklubb (2022) \| \| \| Simone Boilard \| 21 de juliol de 2000 \| St Michel-Mavic-Auber 93 (2023) \| \| \| Maria Giulia Confalonieri \| 30 de març de 1993 \| Ceratizit-WNT Pro Cycling (2022) \| \| \| Ingvild Gåskjenn \| 1 de juliol de 1998 \| Liv AlUla Jayco (2024) \| \| \| Mia Kronheim Gjertsen \| 11 de abril de 2006 \| Team Rytger Carl Ras (2024) \| \| \| Alberte Greve \| 16 de setembre de 2005 \| Lotto Dstny Ladies (2024) \| \| \| Rebecca Koerner \| 22 de setembre de 2000 \| ABC Dame Elite (2021) \| \| \| Anouska Koster \| 20 de agost de 1993 \| Team Jumbo-Visma (2022) \| \| \| Linda Zanetti \| 10 de març de 2002 \| Human Powered Health (2024) \| \| \| Mie Bjørndal Ottestad \| 17 de juliol de 1997 \| Andy Schleck-CP NVST-Immo Losch (2021) \| \| \| Anne Dorthe Ysland \| 9 de abril de 2002 \| Coop-Hitec Products (2021) \| \| \| \| \| \| \| \| Font: ProCyclingStats \| \| \| \| |                        |                                                  |  |
| Llista de l'equip 2025 |                        |                                                  |  |
| Ciclista | Data de naixement      | Equip previ                                      |  |
| Katrine Aalerud | 4 de desembre de 1994  | Movistar Team (2023)                             |  |
| Kamilla Aasebø | 11 de juliol de 2006   | Team Rytger Carl Ras (2024)                      |  |
| Anniina Ahtosalo | 27 de agost de 2003    | Team Rytger powered by Cykeltøj-Online.dk (2021) |  |
| Susanne Andersen | 23 de juliol de 1998   | Team DSM (2021)                                  |  |
| Solbjørk Anderson | 15 de agost de 2004    | Grand Est-Komugi-La Fabrique (2023)              |  |
| Elinor Barker | 7 de setembre de 1994  | Drops-Le Col (2021)                              |  |
| Teuntje Beekhuis | 18 de agost de 1995    | Team Jumbo-Visma (2023)                          |  |
| Marte Berg Edseth | 6 de octubre de 1998   | Ringerike Sykkelklubb (2022)                     |  |
| Simone Boilard | 21 de juliol de 2000   | St Michel-Mavic-Auber 93 (2023)                  |  |
| Maria Giulia Confalonieri | 30 de març de 1993     | Ceratizit-WNT Pro Cycling (2022)                 |  |
| Ingvild Gåskjenn | 1 de juliol de 1998    | Liv AlUla Jayco (2024)                           |  |
| Mia Kronheim Gjertsen | 11 de abril de 2006    | Team Rytger Carl Ras (2024)                      |  |
| Alberte Greve | 16 de setembre de 2005 | Lotto Dstny Ladies (2024)                        |  |
| Rebecca Koerner | 22 de setembre de 2000 | ABC Dame Elite (2021)                            |  |
| Anouska Koster | 20 de agost de 1993    | Team Jumbo-Visma (2022)                          |  |
| Linda Zanetti | 10 de març de 2002     | Human Powered Health (2024)                      |  |
| Mie Bjørndal Ottestad | 17 de juliol de 1997   | Andy Schleck-CP NVST-Immo Losch (2021)           |  |
| Anne Dorthe Ysland | 9 de abril de 2002     | Coop-Hitec Products (2021)                       |  |
| |                        |                                                  |  |
| Font: ProCyclingStats |                        |                                                  |  |

| \| Llista de l'equip 2024 \| Llista de l'equip 2024 \| Llista de l'equip 2024 \| Llista de l'equip 2024 \| \| Ciclista \| Data de naixement \| Equip previ \| \| \| ------------------------- \| ---------------------- \| ------------------------------------------------ \| ---------------------- \| \| Katrine Aalerud \| 4 de desembre de 1994 \| Movistar Team (2023) \| \| \| Anniina Ahtosalo \| 27 de agost de 2003 \| Team Rytger powered by Cykeltøj-Online.dk (2021) \| \| \| Susanne Andersen \| 23 de juliol de 1998 \| Team DSM (2021) \| \| \| Solbjørk Anderson \| 15 de agost de 2004 \| Grand Est-Komugi-La Fabrique (2023) \| \| \| Elinor Barker \| 7 de setembre de 1994 \| Drops-Le Col (2021) \| \| \| Teuntje Beekhuis \| 18 de agost de 1995 \| Team Jumbo-Visma (2023) \| \| \| Marte Berg Edseth \| 6 de octubre de 1998 \| Ringerike Sykkelklubb (2022) \| \| \| Simone Boilard \| 21 de juliol de 2000 \| St Michel-Mavic-Auber 93 (2023) \| \| \| Maria Giulia Confalonieri \| 30 de març de 1993 \| Ceratizit-WNT Pro Cycling (2022) \| \| \| Amalie Dideriksen \| 24 de maig de 1996 \| Trek-Segafredo (2022) \| \| \| Rebecca Koerner \| 22 de setembre de 2000 \| ABC Dame Elite (2021) \| \| \| Anouska Koster \| 20 de agost de 1993 \| Team Jumbo-Visma (2022) \| \| \| Julie Leth \| 13 de juliol de 1992 \| Ceratizit-WNT Pro Cycling (2021) \| \| \| Joscelin Lowden \| 3 de octubre de 1987 \| Drops-Le Col (2021) \| \| \| Wilma Olausson \| 9 de abril de 2001 \| Team DSM (2021) \| \| \| Mie Bjørndal Ottestad \| 17 de juliol de 1997 \| Andy Schleck-CP NVST-Immo Losch (2021) \| \| \| Anne Dorthe Ysland \| 9 de abril de 2002 \| Coop-Hitec Products (2021) \| \| \| \| \| \| \| \| Font: ProCyclingStats \| \| \| \| |                        |                                                  |  |
| Llista de l'equip 2024 |                        |                                                  |  |
| Ciclista | Data de naixement      | Equip previ                                      |  |
| Katrine Aalerud | 4 de desembre de 1994  | Movistar Team (2023)                             |  |
| Anniina Ahtosalo | 27 de agost de 2003    | Team Rytger powered by Cykeltøj-Online.dk (2021) |  |
| Susanne Andersen | 23 de juliol de 1998   | Team DSM (2021)                                  |  |
| Solbjørk Anderson | 15 de agost de 2004    | Grand Est-Komugi-La Fabrique (2023)              |  |
| Elinor Barker | 7 de setembre de 1994  | Drops-Le Col (2021)                              |  |
| Teuntje Beekhuis | 18 de agost de 1995    | Team Jumbo-Visma (2023)                          |  |
| Marte Berg Edseth | 6 de octubre de 1998   | Ringerike Sykkelklubb (2022)                     |  |
| Simone Boilard | 21 de juliol de 2000   | St Michel-Mavic-Auber 93 (2023)                  |  |
| Maria Giulia Confalonieri | 30 de març de 1993     | Ceratizit-WNT Pro Cycling (2022)                 |  |
| Amalie Dideriksen | 24 de maig de 1996     | Trek-Segafredo (2022)                            |  |
| Rebecca Koerner | 22 de setembre de 2000 | ABC Dame Elite (2021)                            |  |
| Anouska Koster | 20 de agost de 1993    | Team Jumbo-Visma (2022)                          |  |
| Julie Leth | 13 de juliol de 1992   | Ceratizit-WNT Pro Cycling (2021)                 |  |
| Joscelin Lowden | 3 de octubre de 1987   | Drops-Le Col (2021)                              |  |
| Wilma Olausson | 9 de abril de 2001     | Team DSM (2021)                                  |  |
| Mie Bjørndal Ottestad | 17 de juliol de 1997   | Andy Schleck-CP NVST-Immo Losch (2021)           |  |
| Anne Dorthe Ysland | 9 de abril de 2002     | Coop-Hitec Products (2021)                       |  |
| |                        |                                                  |  |
| Font: ProCyclingStats |                        |                                                  |  |

| \| Llista de l'equip 2023 \| Llista de l'equip 2023 \| Llista de l'equip 2023 \| Llista de l'equip 2023 \| \| Ciclista \| Data de naixement \| Equip previ \| \| \| ------------------------- \| ---------------------- \| ------------------------------------------------ \| ---------------------- \| \| Anniina Ahtosalo \| 27 de agost de 2003 \| Team Rytger powered by Cykeltøj-Online.dk (2021) \| \| \| Susanne Andersen \| 23 de juliol de 1998 \| Team DSM (2021) \| \| \| Elinor Barker \| 7 de setembre de 1994 \| Drops-Le Col (2021) \| \| \| Hannah Barnes \| 4 de maig de 1993 \| Canyon-SRAM Racing (2021) \| \| \| Marte Berg Edseth \| 6 de octubre de 1998 \| Ringerike Sykkelklubb (2022) \| \| \| Mie Bjørndal Ottestad \| 17 de juliol de 1997 \| Andy Schleck-CP NVST-Immo Losch (2021) \| \| \| Amalie Dideriksen \| 24 de maig de 1996 \| Trek-Segafredo (2022) \| \| \| Anne Dorthe Ysland \| 9 de abril de 2002 \| Coop-Hitec Products (2021) \| \| \| Maria Giulia Confalonieri \| 30 de març de 1993 \| Ceratizit-WNT Pro Cycling (2022) \| \| \| Rebecca Koerner \| 22 de setembre de 2000 \| ABC Dame Elite (2021) \| \| \| Anouska Koster \| 20 de agost de 1993 \| Team Jumbo-Visma (2022) \| \| \| Joscelin Lowden \| 3 de octubre de 1987 \| Drops-Le Col (2021) \| \| \| Hannah Ludwig \| 15 de febrer de 2000 \| Canyon-SRAM Racing (2021) \| \| \| Amalie Lutro \| 15 de març de 2000 \| Coop-Hitec Products (2021) \| \| \| Julie Leth \| 13 de juliol de 1992 \| Ceratizit-WNT Pro Cycling (2021) \| \| \| Wilma Olausson \| 9 de abril de 2001 \| Team DSM (2021) \| \| \| \| \| \| \| \| Font: ProCyclingStats \| \| \| \| |                        |                                                  |  |
| Llista de l'equip 2023 |                        |                                                  |  |
| Ciclista | Data de naixement      | Equip previ                                      |  |
| Anniina Ahtosalo | 27 de agost de 2003    | Team Rytger powered by Cykeltøj-Online.dk (2021) |  |
| Susanne Andersen | 23 de juliol de 1998   | Team DSM (2021)                                  |  |
| Elinor Barker | 7 de setembre de 1994  | Drops-Le Col (2021)                              |  |
| Hannah Barnes | 4 de maig de 1993      | Canyon-SRAM Racing (2021)                        |  |
| Marte Berg Edseth | 6 de octubre de 1998   | Ringerike Sykkelklubb (2022)                     |  |
| Mie Bjørndal Ottestad | 17 de juliol de 1997   | Andy Schleck-CP NVST-Immo Losch (2021)           |  |
| Amalie Dideriksen | 24 de maig de 1996     | Trek-Segafredo (2022)                            |  |
| Anne Dorthe Ysland | 9 de abril de 2002     | Coop-Hitec Products (2021)                       |  |
| Maria Giulia Confalonieri | 30 de març de 1993     | Ceratizit-WNT Pro Cycling (2022)                 |  |
| Rebecca Koerner | 22 de setembre de 2000 | ABC Dame Elite (2021)                            |  |
| Anouska Koster | 20 de agost de 1993    | Team Jumbo-Visma (2022)                          |  |
| Joscelin Lowden | 3 de octubre de 1987   | Drops-Le Col (2021)                              |  |
| Hannah Ludwig | 15 de febrer de 2000   | Canyon-SRAM Racing (2021)                        |  |
| Amalie Lutro | 15 de març de 2000     | Coop-Hitec Products (2021)                       |  |
| Julie Leth | 13 de juliol de 1992   | Ceratizit-WNT Pro Cycling (2021)                 |  |
| Wilma Olausson | 9 de abril de 2001     | Team DSM (2021)                                  |  |
| |                        |                                                  |  |
| Font: ProCyclingStats |                        |                                                  |  |

| \| Llista de l'equip 2022 \| Llista de l'equip 2022 \| Llista de l'equip 2022 \| Llista de l'equip 2022 \| \| Ciclista \| Data de naixement \| Equip previ \| \| \| ---------------------------------------- \| ---------------------- \| ------------------------------------------------ \| ---------------------- \| \| Anniina Ahtosalo \| 27 de agost de 2003 \| Team Rytger powered by Cykeltøj-Online.dk (2021) \| \| \| Susanne Andersen \| 23 de juliol de 1998 \| Team DSM (2021) \| \| \| Elinor Barker \| 7 de setembre de 1994 \| Drops-Le Col (2021) \| \| \| Hannah Barnes \| 4 de maig de 1993 \| Canyon-SRAM Racing (2021) \| \| \| Rebecca Koerner \| 22 de setembre de 2000 \| ABC Dame Elite (2021) \| \| \| Julie Leth \| 13 de juliol de 1992 \| Ceratizit-WNT Pro Cycling (2021) \| \| \| Joscelin Lowden \| 3 de octubre de 1987 \| Drops-Le Col (2021) \| \| \| Hannah Ludwig \| 15 de febrer de 2000 \| Canyon-SRAM Racing (2021) \| \| \| Amalie Lutro \| 15 de març de 2000 \| Coop-Hitec Products (2021) \| \| \| Wilma Olausson \| 9 de abril de 2001 \| Team DSM (2021) \| \| \| Mie Bjørndal Ottestad \| 17 de juliol de 1997 \| Andy Schleck-CP NVST-Immo Losch (2021) \| \| \| Anne Dorthe Ysland \| 9 de abril de 2002 \| Coop-Hitec Products (2021) \| \| \| Marte Berg Edseth (28 de juny–31 de des) \| 6 de octubre de 1998 \| Ringerike Sykkelklubb (2022) \| \| \| \| \| \| \| \| Font: ProCyclingStats \| \| \| \| |                        |                                                  |  |
| Llista de l'equip 2022 |                        |                                                  |  |
| Ciclista | Data de naixement      | Equip previ                                      |  |
| Anniina Ahtosalo | 27 de agost de 2003    | Team Rytger powered by Cykeltøj-Online.dk (2021) |  |
| Susanne Andersen | 23 de juliol de 1998   | Team DSM (2021)                                  |  |
| Elinor Barker | 7 de setembre de 1994  | Drops-Le Col (2021)                              |  |
| Hannah Barnes | 4 de maig de 1993      | Canyon-SRAM Racing (2021)                        |  |
| Rebecca Koerner | 22 de setembre de 2000 | ABC Dame Elite (2021)                            |  |
| Julie Leth | 13 de juliol de 1992   | Ceratizit-WNT Pro Cycling (2021)                 |  |
| Joscelin Lowden | 3 de octubre de 1987   | Drops-Le Col (2021)                              |  |
| Hannah Ludwig | 15 de febrer de 2000   | Canyon-SRAM Racing (2021)                        |  |
| Amalie Lutro | 15 de març de 2000     | Coop-Hitec Products (2021)                       |  |
| Wilma Olausson | 9 de abril de 2001     | Team DSM (2021)                                  |  |
| Mie Bjørndal Ottestad | 17 de juliol de 1997   | Andy Schleck-CP NVST-Immo Losch (2021)           |  |
| Anne Dorthe Ysland | 9 de abril de 2002     | Coop-Hitec Products (2021)                       |  |
| Marte Berg Edseth (28 de juny–31 de des) | 6 de octubre de 1998   | Ringerike Sykkelklubb (2022)                     |  |
| |                        |                                                  |  |
| Font: ProCyclingStats |                        |                                                  |  |